# Montvernier
Montvernier település Franciaországban, Savoie megyében. Lakosainak száma 237 fő (2022. január 1.). Montvernier Saint-Avre, Sainte-Marie-de-Cuines, La Tour-en-Maurienne és Saint François Longchamp községekkel határos.

## Népesség
A település népességének változása:
| Lakosok száma | 227  | 223  | 235  | 230  | 233  | 238  | 236  | 235  | 237  |
|               | 2013 | 2015 | 2016 | 2017 | 2018 | 2019 | 2020 | 2021 | 2022 |